# Idioma dolgano
La lengua dolgana es una lengua túrquica gravemente amenazada con 930 hablantes,  hablada en la península de Taimyr en Rusia .  Los hablantes son conocidos como los Dolganos . La palabra "Dolgan" significa "tribu que vive en el curso medio del río", indicando la ubicación geográfica de la tribu.  Su pariente más cercano es el yakuto .
El lenguaje es muy local y está restringido a un área determinada y su uso ha disminuido con el paso de los años. En 2010 sólo había unos 1.050 hablantes del idioma.  El idioma ha expresado algunos cambios desde el comienzo de su formación, como el alfabeto y los términos de fraseo. Últimamente hay una débil integración de la lengua local en las familias con matrimonios mixtos, la familia incorpora el ruso como el idioma dominante para facilitar la comunicación intrafamiliar y externa,  dando como resultado que los niños aprendan el idioma sólo parcialmente. Con el paso de las generaciones, el idioma continúa desapareciendo. Desde 1999 algunos niños aparentemente están aprendiéndolo. 

## Clasificación
El dolgan pertenece a la subrama de las lenguas siberianas del norte de la familia de lenguas túrquicas. Tiene armonía vocálica, morfología aglutinante, orden de palabras sujeto-objeto-verbo y carece de género gramatical . El dolgano es lingüísticamente cercano a su pariente más próximo, yakuto, lo que ha llevado a los investigadores durante mucho tiempo a considerarlo como una variedad de este último. La afirmación de Dolgich (1963: 129) en su conocido artículo sobre el origen de los Dolganos: "... долганский язык является диалектом якутского языка" ('el idioma Dolgano es un dialecto del idioma Yakut'). Recién en 1985 Elizaveta Ubryatova lo consideró  como una lengua separada, concretamente en su monografía en los dolganos de Norilsk.

## Comparación con el yakuto (en alfabeto latino)
| Dolgano:"Uskuolaga üörenebin." "Dulğanlıı kepsetebin." "Kâr" "Tuogunan hir barıta habıllınna?" | Yakuto:"Oskuolaga üörenebin." "Saxalıı kepsetebin." "Xâr" "Tugunan sir bar(ı)ta sabılınna?" | Traducción literal al español:"Estoy estudiando en la escuela." "Hablo Yakut (Dolgan)" "Nieve" "¿Qué cubría el suelo?" |

## Distribución geográfica

### Estado
El dolgano se habla principalmente en la península de Taymyr .

### Dialectos
- Oeste – Yenisey, Norilsk
- Central – Avam
- Oriental – Khatanga [6]

Todos los dialectos se entienden entre sí, a pesar de las diferencias sutiles. El yakuto también es comprendido por todos por su similitud.

## Historia
La lengua comenzó a tener un alfabeto latino a principios del siglo XX. Con el tiempo se implementó el alfabeto cirílico, siendo el mismo alfabeto utilizado por el yakuto . La influencia del evenki puede explicar, en parte, por qué se lo considera una lengua separada del yakuto. Hoy en día sólo quedan alrededor de 1.050 hablantes del idioma dolgano.
Algunas palabras se han desarrollado a partir de implicaciones geográficas que han estado presentes. Por ejemplo, los puntos cardinales tās (1. sur 2. este) y muora (1. norte 2. oeste) son representativos de los paisajes correspondientes.  Tās está relacionado con la palabra piedra, y la topografía sureste de la península de Taymyr, que está cubierta por las montañas Putorana . De manera similar, muora denota "mar" donde la zona occidental de Taymyr tiene acceso a la orilla del océano.
Sin embargo, no se puede aplicar para todos los términos direccionales ni para todas las palabras. El suroeste, uhä, y el noreste, allara, no tienen importancia en términos geográficos.

## Gramática

### Morfología
Las categorías morfológicas en el sustantivo son: caso, número, posesión, y en el verbo es: voz, aspecto, modo, tiempo, persona y número . Presenta ocho casos gramaticales.
Por el contrario, el yakuto  el partitivo se usa en la declinación posesiva para referirse al caso acusativo, y el caso conjunto sirve para estructurar dos partes similares de una oración. Otra diferencia notable es que no tiene caso comitativo . En la conjugación del verbo en la forma común - ааччы, los paradigmas de la inclinación dolgana se conservaron con la palabra баар .

## Fonología

### Vocales
|         | Posterior | Posterior | Anterior | Anterior |
| ------- | --------- | --------- | -------- | -------- |
| Cerrada | i iː      | y yː      | ɯ ɯː     | u uː     |
| Media   | e eː      | ø øː      | o oː     | o oː     |
| Abierta | -         | -         | a aː     | a aː     |

### Consonantes
|             |             | Bilabial | Dental | Palatal | Velar | Glotal |
| ----------- | ----------- | -------- | ------ | ------- | ----- | ------ |
| Oclusiva    | sin voz     | p        | t      | c       | k     | -      |
| Oclusiva    | expresado   | b        | d      | ɟ       | ɡ     | -      |
| Fricativa   | Fricativa   | -        | s      | -       | ɣ     | h      |
| Africada    | sin voz     | -        | -      | tʃ      | -     | -      |
| Africada    | expresado   | -        | -      | dʒ      | -     | -      |
| Nasal       | Nasal       | m        | n      | ɲ       | ŋ     | -      |
| Líquida     | Líquida     | -        | r      | -       | -     | -      |
| Aproximante | Aproximante | -        | l      | j       | -     | -      |

El dolgano tiene las siguientes características fonéticas:
- Diptongación de las vocales medias turcas [o, e, ö] en la sílaba raíz
- Armonía vocálica labial y palatal en las palabras nativas
- Transición de la c- inicial turca a h-, pérdida de la x uvular, ҕ: Yakut ; саха ~ Dolgan hака (yo)

## Vocabulario
- Gran parte de la antigua lengua yakuta se perdió.
- Falta de terminología política y científica moderna.
- Cambio en el significado de las palabras bajo la influencia del sistema semántico turco.
- Amplio préstamo del idioma ruso.

## Sistema de escritura
La primera versión del alfabeto cirílico del idioma tenía la siguiente apariencia: А а, Б б, В в, Г г, Д д, Дь дь, Е е, Ё ё, Ж ж, З з, И и, Иэ иэ, Й й, К к, Л л, М м, Н н, ͞ ͈, Нь нь, О о, ͨ ͩ, П п, Р р, С с, Т т, У у, Уо уо, Ү ү, Үͩ үͩ, Ф ф, Х х, Һ һ, Ц ц, Ч ч, Ш ш, Щ щ, Ъ ъ, Ы ы, Ыа ыа, Ь ь, Э э, Ю ю, Я я . 
El alfabeto actual sigue siendo cirílico y tiene este aspecto:
| Un un      | Bb          | En en  | G g     | De a           | Y y     | Yo soy  | Y yo   |
| Desde la ç | Yo y yo     | Yo yo  | De a    | Sí Sí          | Yo yo   | Yo yo   | No no  |
| Ño Ño      | Sobre sobre | Ø Ø    | P P     | R R            | Con con | Para ti | Yo soy |
| Sí, sí     | F f         | X X    | C C     | De aquí a allá | Yo yo   | Yo soy  | Yo soy |
| Yo yo      | Yo          | Yo soy | Yo y yo | Yo soy yo      |         |         |        |

## Ejemplos
- Hola: Дорообо [doroːbo] (del ruso Здорово)
- Montaña: Кайа [kaja]
- Madre: Иньэ [inˈe]
- Te amo: Мин энигин таптыыбын [min eniɡin taptɯɯbɯn] (таптыыбын, compartido por Sakha, es un préstamo de Mongolia)
- Cumpleaños: Тοrøøbyt kyn
- Pasado mañana: үүн [øjyyn]
- Perro: Ыт [ɯt]

## Lectura adicional
- Stachowski, M.: Dolganischer Wortschatz, Cracovia 1993 (+ Dolganischer Wortschatz. Suplementband, Cracovia 1998).
- Stachowski, M.: Dolganische Wortbildung, Cracovia 1997.